# 多毛少穗竹
多毛少穗竹（学名：Oligostachyum puberulum）为禾本科少穗竹屬下的一个种。

## 扩展阅读
- 維基物種上的相關：多毛少穗竹